# Al-Hadid

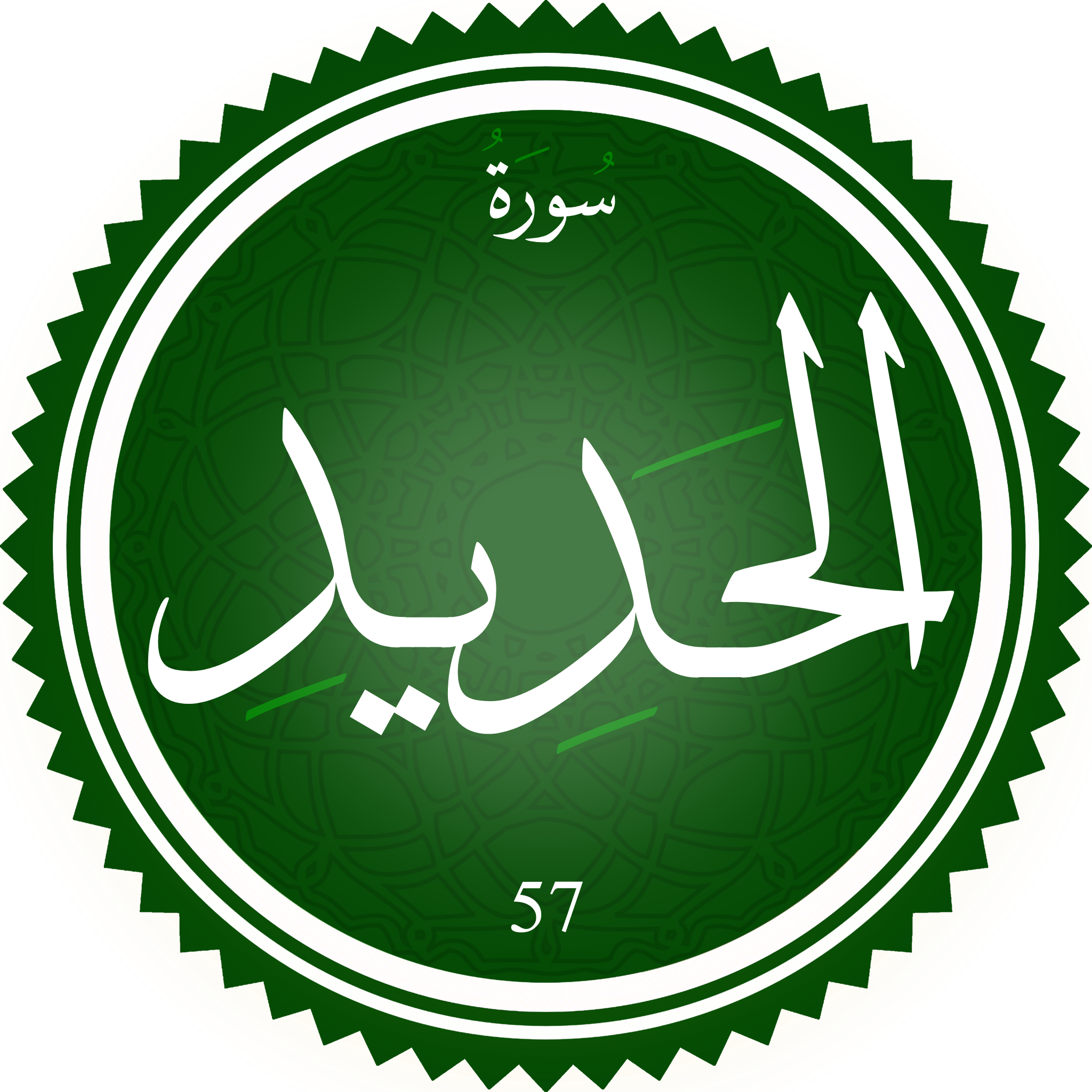
Sura al-Hadid.

al-Ḥadīd (arabiska: سورة الحديد) ("Järnet") är den femtiosjunde suran i Koranen med 29 verser (ayah).
Ordet järn (Ḥadīd) förekommer sex gånger i Koranen. De enda andra grundämnen som nämns i Koranen är guld och silver som värdesaker och koppar som smält mässing eller brons.